# Mieke Biesta
Mieke Biesta (Rotterdam, 1950) is een Nederlands violiste in ruste.
Net als andere violisten begon de opleiding al in haar jeugd, zij echter in Castricum. Ze had de meevaller dat haar vader Leo Biesta docent zang was (geweest) op het Rotterdams Conservatorium. Haar ouders vonden haar dermate goed dat ze haar op negenjarige leeftijd naar violist Oskar Back zonden. Hij raadde haar (en haar ouders) aan te gaan studeren bij vioolpedagoge Davina van Wely; eerst privé en daarna aan het Muzieklyceum van Amsterdam en het Conservatorium van Amsterdam. De studie aldaar liep parallel met haar middelbare school, mulo. Al tijdens haar studie was ze op de podia te vinden met recitals in bijvoorbeeld het Anne Frank Huis, het stadhuis van Amsterdam, voor de AVRO etc. Ze vormde in de jaren zestig een duo met pianist Jan Slothouwer. In 1969 deed ze mee aan het Nationaal Vioolconcours Oskar Back. Samen met Vera Beths, Christiaan Bor, John Helstone streed ze om de wedstrijdprijs; ze werd derde, Beths won. Ze vond dat ze moest opboksen tegen meer volwassen tegenstanders, moest een aantal daarvoor haar eindexamen solospel doen en stond voor het eerste in een grotere zaal, namelijk die van het Concertgebouw. Ook het keuzewerk, het Vioolconcert van Johannes Brahms vond zij bij een eerste optreden met groot orkest en in een grote zaal moeilijk uit te voeren. In 1970 hoopte dat ze haar studie kon voortzetten bij Herman Krebbers of bij Joseph Szigeti. Wel gaf ze aan nog geen zicht te hebben hoe haar loopbaan er verder zou uitzien, soleren, kamermuziek of in een orkest zitten; ze hield de opties open. 
Het werd Joseph Szigeti in Montreux, ook al probeerde ze toch bij Krebbers te komen, hetgeen lukte. Ze keek vooral uit naar het Franse repertoire, César Franck, Gabriel Fauré en Claude Debussy.  In 1973 soleerde ze bij het Nationaal Jeugd Orkest in een vioolconcert van Camille Saint-Saëns; ze had toen al jaren in dat symfonieorkest gespeeld. In die periode speelde ze ook in Concerto Rotterdam, gelieerd aan het Rotterdams Philharmonisch Orkest.  Wanneer James Conlon zijn debuutconcert geeft met het Rotterdams Philharmonisch Orkest (maart 1980) was Biesta soliste en aanvoerster van de tweede violen van dat orkest. Opnieuw stond Saint-Saëns op het programma, dit maal zijn Vioolconcert nr. 3.   Ze zou vaker soleren bij het RphO en ging in 1986 mee op tournee door Rusland en Finland. Ze gaf daarbij ook les aan het Haags conservatorium.
Ze zou jarenlang de tweede violen aanvoeren van genoemd orkest totdat ze in 2010 met vervroegd pensioen ging; ze zag daarbij iedere keer John Helstone terug; hij zat bij de eerste violen en was plaatsvervangend concertmeester. Ze werd mantelzorger voor haar zieke Britse man, waardoor ze in Birmingham ging wonen. De viool raakte ze daarbij nauwelijks nog aan; ze ging (kunst)schilderen.